# 神戸地方気象台
神戸地方気象台（こうべちほうきしょうだい）は、兵庫県神戸市中央区脇浜海岸通一丁目にある地方気象台であり、大阪管区に属する。2013年までは気象庁直轄の神戸海洋気象台であり、海洋気象台としては日本で最も古い歴史を誇っていた。2005年7月に神戸空港出張所が開設されたが、2006年4月に関西航空地方気象台の出張所へ移管した。
兵庫県の気象観測等の業務を行っている。1920年（大正9年）8月25日に、海洋気象台として創設。神戸海洋気象台を経て現在の組織となっている。
全国に4つあった海洋気象台（函館・舞鶴・神戸・長崎）のうちの一つだった。

## 沿革

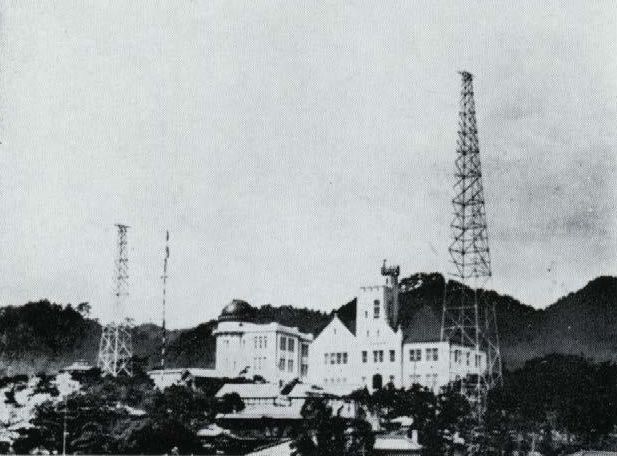
創設時の海洋気象台、1920年（大正9年）撮影

- 1887年（明治20年）：気象台測候所条例が公布[3]。
- 1896年（明治29年）：宇治野山（現・神戸市中央区中山手通七丁目14-1）に兵庫県神戸測候所ができ、地方天気予報や警報を発表[3]。
- 1918年（大正7年）：兵庫県知事清野長太郎が、海洋気象台建設のため海運業者に出資を諮る[3]。
- 1920年8月：神戸測候所の敷地内に、日本初の海洋気象台が誕生[3]。海洋気象台として観測および予報業務を開始[2]。
- 1922年12月：船舶向け気象情報の無線送信開始。気象専用放送としては世界初[4]。
- 1923年1月：北太平洋天気図の作成開始[4]。
- 1927年3月：観測船春風丸I世竣工。海洋観測開始[4]。
- 1939年（昭和14年）：気象官署官制の施行に伴い、先の神戸測候所は海洋気象台に合併[3][4]。
- 1942年8月：函館海洋気象台の発足を機に [3]、神戸海洋気象台と改称。宇田道隆、神戸海洋気象台長（恩師藤原咲平中央気象台長の懇請による）[5][4]。
- 1995年
  - 1月：兵庫県南部地震で庁舎一部損壊[2][4]。
  - 4月：建物の被災により旧神戸移住センターの建物に移転（1999年9月まで使用）[6]。
- 1996年1月：神戸海洋気象台長 菊地正武 一般社団法人日本船主協会誌「せんきょう」199601号に「随想 神戸海洋気象台の歴史 震災および転居」を投稿[7]。
- 1999年9月：現在の神戸防災合同庁舎に移転[2][4]。
- 2001年4月：観測船啓風丸配置[4]。
- 2010年4月：啓風丸が再び本庁へ移管[4]。
- 2013年1月29日：神戸海洋気象台が神戸地方気象台となり、大阪管区気象台の管轄に入ることが閣議決定された[8][9][2][10][11][12][9][13]。なお、改変後も業務上の変更点は特にないとしている[10]。
- 2013年10月1日：神戸地方気象台へ改組[2][4][11]。

## 海洋気象台の建設
海洋気象台の設置は岡田武松（後に海洋気象台初代台長となる）の進言などにより1918年文部省に認められるものの、建設費の国費支出は叶わず、文部次官田所美治が知己であった兵庫県知事清野長太郎に相談、清野は交友のあった河内研太郎を介して海運界の代表を公邸に招き、岡田を交えて話し合い、出資の合意に至った。神戸や大阪を拠点とする海運各社は総トン数に応じて分担し総額23万3,500円を出資、建物の建設に充てられた。また別に14万3,800円の出資も集められ、無線施設の建設に充てられた。これら出資社名は気象台に残る「海洋気象台建設趣意」の銘板に列記されている。
初代建物は地上2階・地下1階、白色の化粧煉瓦と赤屋根を意匠とする洋館だった。その第一庁舎にあったステンドグラスの一部は現庁舎に移設されている。当初の無線設備は高さ60mの鉄塔2基の間に吊架された高さ55mのT型アンテナ、送信機は瞬滅火花式・アーク式入力、受信機は3球式と、初期の技術が用いられている。毎日3回定時の全国20か所の気象実況と、随時の警報を送信しており、夜間はパラオまで届いていたという。

## 兵庫県南部地震
1995年1月17日に発生した兵庫県南部地震（阪神・淡路大震災）では、818galという大きい加速度が観測された（この観測波形は「JMA神戸波」として、建物等の耐震試験に用いられている）。ただし、兵庫県南部地震において神戸海洋気象台周辺の家屋倒壊率は3%に過ぎず震度7判定区域の範囲外で、これを以て「阪神淡路大震災の揺れに耐える」と考えるのは危険とされる。
庁舎に大きな被害はなく一部損壊ですんだものの、気象台と大阪管区気象台の専用回線L-アデスに障害が発生し、当初の震度情報の提供に遅れを生じた。
このため地震発生当初の地震報道では、京都・彦根・豊岡の震度5が最大震度であった。「神戸震度6」の情報がVHF通信で大阪管区気象台に伝えられ、マスコミに流れたのは地震発生から約30分後のことだった。
結果、災害対策の初動が遅れたとの指摘もあり、以降バックアップ体制の強化が全国的に執り行われた。

## 所在地
- 〒651-0073 兵庫県神戸市中央区脇浜海岸通一丁目4-3 神戸防災合同庁舎[2][19]（標高5m[20]）
- （1999年の移転まで）〒650-0004 兵庫県神戸市中央区中山手通七丁目14-1[2][19]（標高56m[20]）

## 兵庫県の地方区分

### 北部
- 但馬北部 - 豊岡市と美方郡の1市2町
- 但馬南部 - 養父市と朝来市の2市

### 南部
- 南東部
  - 阪神 - 神戸市、尼崎市、西宮市、芦屋市、伊丹市、宝塚市、川西市、三田市と川辺郡の8市1町
  - 北播丹波 - 西脇市、丹波篠山市、丹波市と多可郡の3市1町
  - 播磨南東部 - 明石市、加古川市、三木市、高砂市、小野市、加西市、加東市と加古郡の7市2町
- 南西部
  - 播磨北西部 - 宍粟市と神崎郡、佐用郡の1市4町
  - 播磨南西部 - 姫路市、相生市、赤穂市、たつの市と揖保郡、赤穂郡の4市2町
- 淡路島 - 洲本市、南あわじ市、淡路市の3市

## 管理する地域気象観測所
- 豊岡特別地域気象観測所
- 姫路特別地域気象観測所
- 洲本特別地域気象観測所